# Rollo Lloyd
Pour les articles homonymes, voir Lloyd.
Rollo Lloyd est un acteur américain, né le 22 mars 1883 à Akron, Ohio, et mort le 24 juillet 1938 à Los Angeles.

## Filmographie partielle
- 1933 : Après nous le déluge (Today we live), de Howard Hawks
- 1935 : Les Trois Lanciers du Bengale (The Lives of a Bengal Lancer), de Henry Hathaway
- 1935 : La Fiancée de Frankenstein (Bride of Frankenstein), de James Whale
- 1935 : Les Mains d'Orlac (Mad Love), de Karl Freund
- 1935 : Ville sans loi (Barbary Coast), de Howard Hawks
- 1936 : Désir (Desire), de Frank Borzage
- 1936 : Mon ex-femme détective (The Ex-Mrs. Bradford), de Stephen Roberts
- 1936 : Les Poupées du diable (The Devil-Doll), de Tod Browning
- 1936 : Anthony Adverse, de Mervyn LeRoy
- 1936 : Le Vandale (Come and Get It), de Howard Hawks et William Wyler
- 1937 : Le destin se joue la nuit (History is Made at Night), de Frank Borzage
- 1937 : Stand-In de Tay Garnett